# 隼上り瓦窯跡
隼上り瓦窯跡（はやあがりがようせき）は、京都府宇治市菟道にある7世紀前半の瓦窯の跡。国の史跡に指定されている。

## 概要
1982年（昭和57年）に宅地開発に伴う調査によって確認された。丘陵南斜面に並んだ4基の窯と、その下の平地にある掘立柱建物・排水溝・土壙を含む工房の跡などが確認された。瓦と須恵器をともに焼造していた窯であった。この窯跡から出土した高句麗系の蓮花文軒丸瓦は飛鳥の豊浦寺で使用されており、山城の瓦窯の製品が飛鳥に供給されていたとみられている。
窯はいずれも全長10m前後の登窯で内部構造が異なるものがあり、製品（瓦・須恵器）の種別に対応させていたとみられている。
現在、遺跡は公園として整備されている。